# アトランティック・レコード40周年コンサート
アトランティック・レコード40周年コンサート（アトランティック・レコード40しゅうねんコンサート）は、1988年5月14日に、ニューヨークのマディソン・スクエア・ガーデンで、アトランティック・レコードの創立40周年記念行事として、13時間近くにわたって休憩なしで行なわれたコンサート。このイベントは、「It's Only Rock And Roll」とも名付けられていた。

## 概要
アメリカ合衆国でアトランティック・レコードからレコードを出していたアーティストだけが演奏したが、参加したアーティストたちは同社の40年の歴史に関わった多様な世代にわたった。ラヴァーン ・ベイカー (Lavern Baker)とルース・ブラウンは参加した出演者の中でも最も長くアトランティックと関わって来たアーティストであり、デビー・ギブソンは新人歌手としてこのイベントに参加した。
アトランティックに所属していたグループの中には、公式に解散していたり、もう何年もの間そろって活動していない状態にありながら、このコンサートで演奏するために再結成したものもあった。ザ・ラスカルズ、アイアン・バタフライ、レッド・ツェッペリンもそうした例に入っていた。このほかにも、イエス、ジェネシス、クロスビー、スティルス&ナッシュ、キース・エマーソンとカール・パーマー（エマーソン・レイク・アンド・パーマー）、フォリナー、ポール・ロジャース、ボブ・ゲルドフ、ブッカー・T・ジョーンズ、ウィルソン・ピケット、ザ・コースターズ、ザ・スピナーズ、ピーボ・ブライソン、ブルース・ブラザーズ、ロバータ・フラック、マンハッタン・トランスファー、ビージーズ、ベン・E・キング、ヴァニラ・ファッジなどが演奏した。
当初、終幕で、大スターたちが共演するジャム演奏を披露しようという企画があったが、これは棚上げにされた。その代わりに、レッド・ツェッペリンのかつてのメンバーが、コンサートの最後に演奏をした。
このコンサートの模様は、FMラジオやケーブルテレビ・チャンネルHBOで全米に放送されたが、テレビで舞台裏の紹介などのコメントをしていたのは、コメディアンのロバート・タウンゼント (Robert Townsend)だった。HBOの放送は、コンサートの開始から数時間後に始まり、生中継の合間に、既に終了した演奏の録画を部分的に流したので、いく組かのアーティストたちのセットは短縮されたり、まったく放送されなかったりした。さらに内容を圧縮し、ホスト役にロバート・ヘイズを据えた編集版が、コンサートと同年の遅い時期にABCから放送された。会場ではレッド・ツェッペリンの再結成を讃える横断幕が熱烈なファンによってタペストリーのように広げられていたが、HBOが生中継を始める前に撤去されてしまい、用意したファンたちを狼狽させた。
イギリスでは、BBC2により、1時間番組4回に分け、4週間にわたってこのイベントの様子を放送した。アトランティック・レコードは、後に『Atlantic Records 40th Anniversary: It's Only Rock 'n' Roll』と題したビデオを制作したが、ここでは初めの方にステージに上がったアーティストの演奏にハイライトが当てられ、アトランティック・レコードが保有するアーカイブ映像なども交えた編集がされている。
日本での放送はフジテレビ系で1988年6月30日深夜0時30分から、音楽評論家である福田一郎の解説を挟みつつ約270分にわたって放送された。

## 出演者とセットリスト
マーヴ・アルバート (Marv Albert)
- 冒頭の挨拶

ザ・コースターズ
- 「ザット・イズ・ロックンロール」 - "That Is Rock-N-Roll"
- 「チャーリー・ブラウン」 - "Charlie Brown"

フィル・コリンズ
- 「夜の囁き」 - "In the Air Tonight"
- ラヴァーン ・ベイカー (Lavern Baker)の紹介

ラヴァーン・ベイカー
- 「ジム・ダンディ」 - "Jim Dandy"
- 「セイヴド」 - "Saved"

ロバータ・フラック
- フォリナーの紹介

フォリナー
- 「ホット・ブラッデッド」 - "Hot Blooded"
- 「ジューク・ボックス・ヒーロー」 - "Juke Box Hero"
- 「アージェント」 - "Urgent"
- 「アイ・ウォナ・ノウ」 - "I Want To Know What Love Is"

アイアン・バタフライ
- 「ガダ・ダ・ヴィダ」 - "In-A-Gadda-Da-Vida"

ローラ・ブラニガン
- 「グロリア」 - "Gloria"

スティーヴン・スティルス
- ベン・E・キングの紹介

ベン・E・キング
- 「スパニッシュ・ハーレム」 - "Spanish Harlem"
- 「ゼア・ゴーズ・マイ・ベイビー」 - "There Goes My Baby" ※ドリフターズの曲
- 「ラストダンスは私に」 - "Save the Last Dance for Me" ※ドリフターズの曲

ロバータ・フラック
- 「やさしく歌って」 - "Killing Me Softly with His Song"

ロバータ・フラックとピーボ・ブライソン
- 「私の気持ち」 - "The Closer I Get to You"

マイケル・ダグラス
- クロスビー、スティルス&ナッシュの紹介

クロスビー、スティルス&ナッシュ
- 「木の舟」 - "Wooden Ships"
- 「僕達の家」 - "Our House"
- 「組曲: 青い眼のジュディ」 - "Suite: Judy Blues Eyes"

ビージーズ
- 「ラヴ・サムバディ」 - "To Love Somebody"
- 「ロンリー・デイ」 - "Lonely Days"
- 「ジャイヴ・トーキン」 - "Jive Talkin'"

3（キース・エマーソン&カール・パーマー、ベースはロバート・ベリー）
- 「アメリカ」 - "America (including Rondo, Tocata, Tank)"

イエス
- 「アイヴ・シーン・オール・グッド・ピープル」 - "I've Seen All Good People"
- 「ホールド・オン」 - "Hold On"
- 「ロンリー・ハート」 - "Owner of a Lonely Heart"
- 「パーペチュアル・チェンジ」 - "Perpetual Change"
- 「ラウンドアバウト」 - "Roundabout"

ダン・エイクロイドとビル・マーレイ
- ザ・ラスカルズの紹介

ザ・ラスカルズ
- 「グッド・ラヴィン」 - "Good Lovin'"
- 「グルーヴィン」 - "Groovin'"
- 「自由への讃歌」 - "People Got to Be Free"

ヴァニラ・ファッジ
- 「ユー・キープ・ミー・ハンギン・オン」 - "You Keep Me Hangin' On"
- 「フォー・ア・リトル・ホワイル」 - "Take Me for a Little While"

アヴェレイジ・ホワイト・バンド
- 「ピック・アップ・ザ・ピーセズ」 - "Pick Up the Pieces"

ルース・ブラウン
- 「ティアドロップス・フロム・マイ・アイズ」 - "Teardrops From My Eyes"
- 「ママ、あのひとがいけないの」 - "(Mama) He Treats Your Daughter Mean"

リサ・ボネット
- デビー・ギブソンの紹介

デビー・ギブソン
- 「ステーイング・トゥゲザー」 - "Staying Together"
- 「フーリッシュ・ビート」 - "Foolish Beat"
- メドレー
  - 「アウト・オブ・ザ・ブルー」 - "Out of the Blue"
  - 「シェイク・ユア・ラヴ」 - "Shake Your Love"
  - 「オンリー・イン・マイ・ドリームス」 - "Only in My Dreams"
- 「ハッピーバースデートゥーユー」 - "Happy Birthday to You" ※アトランティックの誕生を祝って

フィル・コリンズ
- ロバート・プラントの紹介

ロバート・プラント
- 「ヘヴン・ノウズ」 - "Heaven Knows"
- 「シップ・オブ・フールズ」 - "Ship of Fools"
- 「トール・クール・ワン」 - "Tall Cool One"

アラン・ポール&ティム・ハウザー（マンハッタン・トランスファー）
- 「マック・ザ・ナイフ」 - "Mack the Knife"

マンハッタン・トランスファー
- 「バードランド」 - "Birdland"

ザ・スピナーズ
- 「マイティ・ラヴ」 - "Mighty Love"
- 「フィラデルフィアより愛をこめて」 - "Could It Be I'm Falling in Love"

ダン・エイクロイド
- スティーヴ・クロッパーとダック・ダンの紹介

ザ・MG's
- 「ラスト・ナイト」 - "Last Night"

スティーヴ・クロッパー
- カーラ・トーマスの紹介

カーラ・トーマス&ザ・MG's
- 「ジー・ウィズ」 - "Gee Whiz"

スティーヴ・クロッパー
- ポール・ロジャースの紹介

ポール・ロジャース&ザ・MG's
- 「ドック・オブ・ベイ」 - "(Sittin' On) The Dock of the Bay"

スティーヴ・クロッパー
- ミキ・ハワード (Miki Howard)の紹介

ミキ・ハワード&ザ・MG's
- 「トライ・ア・リトル・テンダネス」 - "Try a Little Tenderness"

カーラ・トーマス、ポール・シェーファー&ザ・MG's
- 「トランプ」 - "Tramp"

ダン・エイクロイド（ブルース・ブラザーズのエルウッド・ブルースとして登場）、サム・ムーア&ザ・MG's
- 「エブリバディ・ニード・サムバディ」 - "Everybody Needs Somebody To Love"
- 「ソウル・マン」 - "Soul Man"
- 「愛しすぎて」 - "I've Been Loving You Too Long"

ダン・エイクロイド（エルウッド・ブルース）、サム・ムーア、フィル・コリンズ&ザ・MG's
- 「ユー・ドント・ノウ・ライク・アイ・ノウ」 - "You Don't Know Like I Know"
- 「ノック・オン・ウッド」 - "Knock on Wood"

ロバータ・フラック
- ボブ・ゲルドフの紹介

ボブ・ゲルドフ
- 「ユー・キャント・ビー・トゥー・ストロング」 - "You Can't Be Too Strong"

ウィルソン・ピケット&ザ・MG's
- 「イン・ザ・ミッドナイト・アワー」 - "In the Midnight Hour"

ウィルソン・ピケット、ダン・エイクロイド（Elwood Blues）&ザ・MG's
- 「ダンス天国」 - "Land of a Thousand Dances"

マイケル・グリーン (Michael Greene) - NARAS（グラミー賞の主催団体）会長
- アーメット・アーティガンへの表彰

アーメット・アーティガン
- ジェネシスの紹介

ジェネシス
- メドレー
  - 「君のTVショウ」 - "Turn It On Again"
  - 「ランド・オブ・コンフュージョン - 混迷の地」 - "Land of Confusion"
  - 「ミスアンダースタンディング」 - "Misunderstanding"
  - 「スローイング・イット・オール・アウェイ」 - "Throwing It All Away"
  - 「恋はあせらず」 - "You Can't Hurry Love"
  - 「ショート・カット・トゥ・サムホエア」 - "Shortcut to Somewhere"
  - 「ミラクル」 - "All I Need Is a Miracle"
  - 「ザッツ・オール」 - "That's All"
  - 「トゥナイト,トゥナイト,トゥナイト」 - "Tonight, Tonight, Tonight"
  - 「インヴィジブル・タッチ」 - "Invisible Touch"
  - 「君のTVショウ（リプライズ）」 - "Turn It On Again (Reprise)"

ポール・シェーファー (Paul Shaffer)
- ルーファス・トーマスの紹介

ルーファス・トーマス
- 「ウォーキング・ザ・ドッグ」 - "Walking the Dog"

ロバート・タウンゼント (Robert Townsend)、フィル・コリンズ、アーメット・アーティガン
- レッド・ツェッペリンの元メンバー紹介

レッド・ツェッペリン
- 「カシミール」 - "Kashmir"
- 「ハートブレイカー」 - "Heartbreaker"
- 「胸いっぱいの愛を」 - "Whole Lotta Love"
- 「ミスティ・マウンテン・ホップ」 - "Misty Mountain Hop"
- 「天国への階段」 - "Stairway to Heaven"